# World of Tomorrow Episode Three: The Absent Destinations of David Prime
World of Tomorrow Episode Three: The Absent Destinations of David Prime ist ein Film aus dem Jahr 2020. Er ist die Fortsetzung von World of Tomorrow Episode Two: The Burden of Other People’s Thoughts aus dem Jahr 2020. 

## Handlung
Die Handlung setzt Zeitlich vor dem Beginn der Beziehung von Klon-David und Emilys Klon dritter Generation ein (s. World of Tomorrow Teil 1). In David Primes Erinnerungsdatenbank aktiviert sich eine versteckte Erinnerung. Sie stammt von Emilys abgespaltenen Klon Nr. 9 (s. World of Tomorrow Teil 2). Nr. 9 bekam bei der Spaltung alle Erinnerungen von David, welche zuvor von den Emilys vom letzten Klon David extrahiert worden sind. Durch die Erinnerungen ist Nr. 9 immer noch in David verliebt und versucht ihm helfen. Nr. 9 hat eine wichtige Erinnerung von den Davids gefunden und will diese an David Prime weitergeben. 
David Prime versucht die Daten zu extrahieren, jedoch übersteigt die Größe der Daten seinen Speicherplatz. Er ist gezwungen immer mehr Erinnerungen und erworbene Fähigkeiten zu löschen, um Nr. 9s vollständige Anweisungen nach und nach zu entschlüsseln. Nr. 9 ist in die Vergangenheit gereist und hat die verlorenen Erinnerungen und die notwendige Technologie auf einem abgelegenen Planeten für David Prime versteckt. Er reist unverzüglich zu den angegebenen Koordinaten. Auf dem Planeten angekommen beginnt David Prime seine Reise, auf der er immer mehr Fähigkeiten einbüßt und durch die harsche Umgebung zunehmend verwahrlost. Er trifft auf Leichen seiner zukünftigen Klone, welche ebenfalls von Nr. 9s versteckter Erinnerung aktiviert wurden und scheiterten. Nur mit rudimentären körperlichen und geistigen Fähigkeiten ausgestattet erreicht David Prime das Ziel. 
Nr. 9s zurückgelassene Technologie klärt David Prime über die Zukunft auf. Während Klone die Erinnerungen der Verstorbenen weitertragen, werden zusätzlich Ersatzklone hergestellt und mit Nummern versehen. Diese Ersatzklone werden umprogrammiert und später auch mit Zeitmanipulationstechnologie ausgestattet, um im Verborgenen verschiedenste Arbeiten zu verrichten – u. a. auch das Verhindern von Zeitparadoxen durch Anschläge auf Zeitreisende. Davids Ersatzklon Nr. 4 trifft auf einer Zeitreise in die Zukunft auf die ineinander verliebten Klon David und Klon Emily und versucht Klon Davids Platz einzunehmen. Es entspinnt ein Zeitreisekrieg zwischen Nr. 4 und Klon David. In dessen Verlauf entsteht der Museumsklon von David, durch den Klon Emily das erste Mal David begegnet und anscheinend der endgültige Tod von David durch Nr. 4 herbeigeführt wird (s. Teil 1). Außerdem verschwindet der optisch veränderte Klon-David vor den Augen einer jungen Klon Emily, was von Emilys Ersatzklon Nr. 6 später als Selbstmord gedeutet wird (s. Teil 2). 
David Prime kann zwar alte Fähigkeiten wieder aufrufen, aber Nr. 9s Technologie, um David Prime mit seinen zukünftigen Erinnerungen auszustatten, ist defekt. Erst 124 Jahre später wird die Technologie von der Menschheit entwickelt und David Prime kann diese reparieren lassen. Der Erinnerungstransfer tötet David Prime und der erste Klon-David wird geboren. Mit seinen Zukunftserinnerungen ausgestattet wird der Zeitkrieg mit Nr. 4 fortgeführt, jedoch beschließen die Ersatzklone Nr. 2 und Nr. 3 ebenfalls an diesem Krieg teilzunehmen. Zusätzlich erscheinen andere Ersatzklone, um die dabei entstehenden Zeitparadoxen zu verhindern. Nr. 2 überlebt als einziger, weil er einsieht, dass sich der Zeitverlauf nicht ändern lässt. Er tötet zeitlich bestimmt Emilys Klon-David in der Zukunft und kehrt in seine Gegenwart zurück. 
Um die Zeitlinie wiederherzustellen, erzeugt Nr. 2 die dritte Klongeneration von David. Anschließend reißt er in der Zeit zu Emilys Ersatzklon Nr. 9, welche diesen begrüßt.